# 요코하마 호빵맨 어린이 박물관
요코하마 호빵맨 어린이 박물관(일본어: 横浜アンパンマンこどもミュージアム)은 일본 가나가와현 요코하마시 니시구 (MM21) 에 위치한 호빵맨을 테마로 한 참여형 박물관 및 쇼핑몰의 복합 시설이다.

## 개요
요코하마 호빵맨 어린이 박물관 & 쇼핑몰 (구 시설 / MM21 - 48 도시 구)
박물관 지역은 입장료가 필요하지만, 쇼핑몰 지역은 무료로 입장 할 수 있다. 2007년 4월 20일에 개관. 2007년 1월에 공개된 만료 원재료 사용 문제로 인해 당초 예정되어 있던 후지야의 출점이 보류되어 호빵맨과 페코짱의 첫 협력은 환상에 그쳤다.
건물은 UR 도시기구 요코하마 중앙 도시 정비 사무실로 사용된 블루 마리나 MM21를 개조 이용하고 있다. 또한 영구 시설이 아닌 잠정 이용 시설이기 때문에 개업 10년 후를 목표로 UR 도시기구에 토지를 반환할 가능성이 있다.
요코하마 호빵맨 어린이 박물관 (새로운 시설 / MM21 - 61 도시 구)
2019년에 근처로 이전했다. 새로운 시설을 건설하여 이번에는 30년간의 장기 운영도 시야에 넣고있다.